# الاعدان (وادي عدن)

تعديل مصدري - تعديل

الاعدان محلة تابعة لقرية وادي عدن، التابعة لعزلة يريس بمديرية حزم العدين إحدى مديريات محافظة إب في الجمهورية اليمنية، بلغ تعداد سكانها 45 حسب تعداد اليمن لعام 2004.